# آلیسون بیلز
آلیسون بیلز (انگلیسی: Alison Bales؛ زادهٔ ۴ آوریل ۱۹۸۵) بازیکن بسکتبال اهل ایالات متحده آمریکا است.
از باشگاه‌هایی که در آن بازی کرده‌است می‌توان به آتلانتا دریم اشاره کرد.